# 大船町 (八王子市)
大船町（おおふねまち）は、東京都八王子市の町名。丁番を持たない単独町名であり、住居表示未実施区域。郵便番号は193-0935（八王子南郵便局管区）。

## 地理
八王子市南端部に位置する。北で小比企町、北東でみなみ野、南東で七国、南で町田市相原町、西で寺田町、北西で椚田町と接する。中央部の丘陵地に開けた谷沿いに開けた南北に長い地形であり都道506号線が縦貫する。北部は宅地化が進み、南部は丘陵地を利用したゴルフ場が置かれている。

## 歴史
『新編武蔵風土記稿』によればこの地に当時建てられていた寺院はすべて中世の創建であり、中世には既にヒトが居住していたことがうかがえる。江戸時代には多摩郡柚木領に属する大船村となった。江戸時代初期は江戸幕府の直轄領である天領であり、宝永年間に旗本建部氏の知行となった。『武蔵田園簿』による村高は53石余、元禄郷帳・天保郷帳による村高はいずれも115石余。『新編武蔵風土記稿』で民家46軒。水田と陸田はほぼ等分であり、『新編武蔵風土記稿』によればたびたび旱害に見舞われたとされる。当時は南から上・中・下の小名が称されていた。明治元年（1868年）には神奈川県多摩郡大船村となり、1878年（明治11年）には神奈川県南多摩郡大船村となった。1889年（明治22年）には町村制の施行により大船村は新設された横山村の大字大船となった。1955年（昭和30年）横山村の八王子市への編入により八王子市の大字大船となり、翌1956年（昭和31年）10月1日現行の八王子市大船町となった。

### 地名の由来
『新編武蔵風土記稿』によれば「昔片倉村に大江備中守師親が居城ありし頃、この辺はなべて沼なれば、便宜のために舟橋を造りしよりのなゝり」と書かれており、かつてこの地が沼沢地であり、14世紀後半にこの沼沢地に架けられた舟橋が由来であるとされる。

### 沿革
- 宝永年間（1704年-1710年） 大船村が天領から旗本・建部氏の知行となる。
- 明治元年（1868年） 神奈川県の所属となり神奈川県多摩郡大船村となる。
- 1878年（明治11年） 神奈川県南多摩郡大船村となる。
- 1889年（明治22年） 町村制施行により神奈川県南多摩郡横山村大字大船となる。
- 1893年（明治26年） 南多摩郡が東京府に編入され、東京府南多摩郡横山村大字大船となる。
- 1943年（昭和18年）東京都制により、東京都南多摩郡横山村大字大船となる。
- 1955年（昭和30年）横山村の八王子市への編入により東京都八王子市大字大船となる。
- 1956年（昭和31年）東京都八王子市大船町となる。
- 1997年（平成9年）2月1日 - 住居表示を実施。一部がみなみ野5丁目に変更。
- 2004年（平成16年）1月31日 - 住居表示を実施。一部が七国4、5丁目に変更。
- 2006年（平成18年）12月6日 - 住居表示を実施。一部が七国3丁目に変更。

## 世帯数と人口
2017年（平成29年）12月31日現在の世帯数と人口は以下の通りである。
| 町丁   | 世帯数  | 人口    |
| ------ | ------- | ------- |
| 大船町 | 709世帯 | 2,079人 |

## 小・中学校の学区
市立小・中学校に通う場合、学区は以下の通りとなる。
| 番地                                              | 小学校                   | 中学校               | 通学許可校             |
| ------------------------------------------------- | ------------------------ | -------------------- | ---------------------- |
| 1〜230番地 237〜243番地 936〜947番地 1004番地1〜9 | 八王子市立横山第一小学校 | 八王子市立椚田中学校 | 八王子市立緑が丘小学校 |
| その他                                            | 八王子市立緑が丘小学校   | 八王子市立椚田中学校 |                        |

## 交通

### バス
- 京王電鉄バス

### 道路
- 東京都道・神奈川県道506号八王子城山線

## 施設
- 東京消防庁八王子消防署みなみ野出張所
- 大船町会館
- 大船前田北公園
- 大船久保田公園
- 相武カントリークラブ
- めじろ台霊園
- 宝勝寺 - 臨済宗の仏教寺院[5]。
- 春日神社